# Christian Thielemann
Christian Thielemann (* 1. dubna 1959 Západní Berlín) je německý dirigent.

## Dirigentská dráha
Thielemann studoval hru na violu a klavír na Vysoké škole hudební (Hochschule für Musik) ve svém rodném městě a bral soukromé hodiny v hudební skladbě a dirigování. Již ve svých devatenácti letech se stal korepetitorem u Německé opery (Deutsche Oper) v tehdejším Západním Berlíně pod vedením dirigenta Heinricha Hollreisera a byl také asistentem Herberta von Karajana. Následně pracoval pro řadu menších německých divadel včetně Musiktheater im Revier v Gelsenkirchenu, v Karlsruhe, v Hannoveru, poté jako první kapelník v düsseldorfské Deutsche Oper am Rhein a následně v Norimberku jako šéfdirigent (Generalmusikdirektor, GMD). Do Německé opery v Berlíně se vrátil v roce 1991 a uvedl se řízením Wagnerova díla Lohengrin. V této době rovněž asistoval Danielu Barenboimovi na Hudebních slavnostech v Bayreuthu.
Po americkém debutu v sezóně 1991/92, kdy dirigoval v San Franciscu novou inscenaci Straussovy opery Elektra, byl brzy angažován newyorskou Metropolitní operou. V roce 1997 se stal šéfdirigentem Německá opera v Berlíně. V roce 2000 se objevila zpráva, že Thielemann hodlá z Německé opery odejít v roce 2001 z důvodu uměleckých sporů s nastupujícím uměleckým ředitelem Udo Zimmermannem. Thielemann nakonec v souboru zůstal do roku 2004, kdy rezignoval v důsledku sporů týkajících se distribuce finančních prostředků senátem města Berlína mezi Německou operu a Státní operu Pod lipami.
V září 2004 byl Thielemann jmenován šéfdirigentem Mnichovské filharmonie. Toto místo opustil roku 2011 po sporech s vedením orchestru ohledně konečného schválení výběru hostujících dirigentů a programu orchestru, a to i přes to, že v Mnichově byl s 800 000 eur ročně nejlépe placeným veřejným zaměstnancem.
Již v říjnu 2009 oznámil drážďanský orchestr Sächsische Staatskapelle jmenování Thielemanna za svého příštího šéfdirigenta s účinností od sezóny 2012/13. V Drážďanech působí Thielemann i v současnosti.
V návaznosti na rozhodnutí Nadace Richarda Wagnera Bayreuth ze září 2008 o jmenování Evy Wagnerové-Pasquierové a Kathariny Wagnerové jako nástupkyně Wolfganga Wagnera ve vedení bayreuthského festivalu byl Thielemann jmenován hudebním poradcem. Je tedy v zásadě hudebním ředitelem slavností; smlouva byla podepsána roku 2010. Thielemann dirigoval v Bayreuthu již více než 100 představení, což je více než kterýkoli dirigent slavností vyjma Felixe Mottla. Působí také na Salcburském festivalu.
Jako host dirigoval Thielemann například v Teatro Comunale di Bologna, v Royal Opera House v Covent Garden v Londýně, v Metropolitní opeře v New Yorku a ve Vídeňské státní opeře. V letech 2019 a 2024 dirigoval tradiční novoroční koncert Vídeňských filharmoniků.
Roku 2003 obdržel Thielemann z rukou vládnoucího starosty Berlína Klause Wowereita německý Spolkový záslužný kříž 1. třídy (Bundesverdienstkreuz 1. Klasse). Je považován za nositele rakousko-německé dirigentské tradice ve stopách Wilhelma Furtwänglera a Herberta von Karajana.

## Diskografie
pro Major
- Discovering Beethoven. Blue-Ray Ludwig van Beethoven, Symfonie č. 1, č. 2 a č. 3, Vídeňští filharmonikové, 2011
- Discovering Beethoven. Blue-Ray Ludwig van Beethoven, Symfonie č. 4, č. 5 a č. 6, Vídeňští filharmonikové, 2011
- Discovering Beethoven. Blue-Ray Ludwig van Beethoven, Symfonie č. 7, č. 8 a č. 9, Vídeňští filharmonikové, 2011

pro Hänssler
- Anton Bruckner, Symfonie č. 8, Staatskapelle Drážďany, březen 2010

pro Virgin
- Richard Strauss: Písně, Diana Damrauová (soprán), Mnichovská filharmonie, 2010

pro Unitel Classica
- Richard Wagner, Mistři pěvci norimberští DVD, účinkující: Falk Struckmann, Ain Anger, Johan Botha, Adrian Eröde, Rikarda Merbeth, Michael Schade, orchestr Vídeňské státní opery, vydáno říjen 2009

pro Opus Arte
- Richard Wagner: Prsten Nibelungův. Účinkující: Michelle Breedt, Albert Dohmen, Stephen Gould, Hans-Peter König, Linda Watson, Eva-Maria Westbroek, orchestr Bavorského festivalu, nahráno živě v průběhu slavností 2008, vydáno listopad 2009

pro Decca
- Richard Strauss, Růžový kavalír DVD, účinkující: Renée Flemingová, Sophie Kochová (mezzosoprán), Diana Damrauová (soprán), Franz Hawlata (baryton) a Jonas Kaufmann (tenor), Mnichovská filharmonie, říjen 2009
- Richard Strauss, Čtyři poslední písně, Renée Flemingová (soprán), Mnichovská filharmonie, duben 2008

pro Deutsche Grammophon
- New Year's Eve Dresden Concert (Drážďanský novoroční koncert), s Renée Flemingovou a Christophem Maltmanem, Staatskapelle Dresden, 2010
- Carl Orff: Carmina Burana, účinkující: Christiane Oelze, David Kuebler, Simon Keenlyside, sbor a orchestr Německé opery Berlín, 2007
- Ludwig van Beethoven: předehra Egmont, a Johannes Brahms, Symfonie č. 1, Mnichovská filharmonie, duben 2007
- Wolfgang Amadeus Mozart: Requiem, Mnichovská filharmonie a Sbor Bavorského rozhlasu, listopad 2006
- Richard Wagner: Parsifal, sbor a orchestr Vídeňské státní opery, duben 2006
- Anton Bruckner: Symfonie č. 5, Mnichovská filharmonie, březen 2005
- Heinrich Marschner, Felix Mendelssohn Bartholdy, Carl Otto Nicolai, Carl Maria von Weber, Richard Wagner: předehry, Vídeňští filharmonikové, říjen 2004
- Richard Wagner: Tristan a Isolda, orchestr Vídeňské státní opery, květen 2004
- Richard Strauss: Život hrdinův a symfonická fantazie z opery Žena beze stínu, Vídeňští filharmonikové, srpen 2003
- Albert Lortzing, Richard Strauss, Carl Maria von Weber, Richard Wagner, německé operní árie, Thomas Quasthoff (baryton) a orchestr Německé opery v Berlíně, duben 2002
- Robert Schumann, Symfonie č. 1 a č. 4, orchestr Philharmonia, 2001
- Richard Strauss, Arabella DVD, Kiri Te Kanawa (soprán) a orchestr a sbor Metropolitní opery, březen 2001 (1996)
- Richard Strauss, Alpská symfonie a suita z Růžového kavalíra, Vídeňští filharmonikové, březen 2001
- Arnold Schoenberg, Pelleas a Melisanda, a Richard Wagner, Siegfried-Idyll, červen 1999
- Carl Orff, Carmina Burana, Chor und Orchester der Deutschen Oper Berlin, květen 1999
- Robert Schumann, symfonie č. 3 Rýnská, předehra k opeře Genoveva, op. 81, předehra, scherzo a finále, op. 52, Philharmonia Orchestra, 1999
- Richard Wagner, orchestrální hudba z oper Lohengrin, Parsifal a Tristan a Isolda, orchestr Philharmonia, únor 1998
- Robert Schumann, symfonie č. 2, předehra Manfred, koncert pro 4 lesní rohy, op. 86, orchestr Philharmonia, září 1997
- Ludwig van Beethoven, smuteční kantáta na smrt císaře Josefa II., Robert Schumann, Konzertstück op. 86 pro 4 lesní rohy a orchestr, Hans Pfitzner, Palestrina (předehry k I. a II. dějství), 1997
- Hans Pfitzner, hudba z oper Palestrina a Katynka z Heilbronnu, Richard Strauss, výňatky z oper Guntram (preludium), Capriccio (preludium), Ohně zmar (milostná scéna), orchestr Německé opery v Berlíně, 1996

pro EMI Classics
- Richard Wagner a Richard Strauss, árie zpívá René Kollo, orchestr Německé opery v Berlíně, 1992